# Eptianura roja
L'eptianura roja (Epthianura tricolor) és un ocell de la família dels melifàgids (Meliphagidae).

## Hàbitat i distribució
Nomadea per les planures amb herba i terres de conreu de l'interior i oest costaner d'Austràlia.